# Маркхэм, Эдвин
Эдвин Маркхэм (англ. Edwin Markham, 23 апреля 1852, Орегон-Сити, Орегон — 7 марта 1940, Статен-Айленд, Нью-Йорк) — американский поэт. С 1923 по 1931 год являлся поэтом-лауреатом Орегона.

## Биография
Эдвин Маркхэм родился в Орегон-Сити и был самым младшим из 10 детей. Его родители развелись вскоре после его рождения. В возрасте четырёх лет он переехал в Санта-Розу. Чарльз использовал своё имя примерно до 1895 года, после чего он перешёл на псевдоним "Эдвин".
В 1898 году Маркхэм женился на своей третьей жене Анне Кэтрин Мерфи (1859—1938), а в 1899 году у них родился сын Вирджил Маркхэм. Они переехали в Рио-де-Жанейро в 1900 году, чтобы изучить местную культуру, затем в Нью-Йорк, где они жили в Бруклине, а позже в Статен-Айленд. К моменту своей смерти Эдвин Маркхэм собрал огромную библиотеку из более чем 15000 книг. Эта коллекция была завещана Хоррманнской библиотеке колледжа Вагнера, расположенной на Статен-Айленде. Маркхэм также завещал свои личные бумаги в библиотеку. Среди интервьюеров Эдвина были Франклин Рузвельт, Амброз Бирс, Алистер Кроули, Джек Лондон, Карл Сэндберг, Эми Лоуэлл.

## Творчество
Маркхэм преподавал литературу в округе Эль-Дорадо до 1879 года, когда он стал управляющим школьным образованием в округе. Проживая в Эль-Дорадо, Эдвин стал членом масонской ложи Плэсервилля. Он также принял должность директора школы Томпкинса в Окленде в 1890 году. Находясь в Окленде, Маркхэм познакомился со многими другими известными современными писателями и поэтами, такими как Хоакин Миллер, Ина Кулбрит, Чарльз Уоррен Стоддард и Эдмунд Кларенс Стедман.

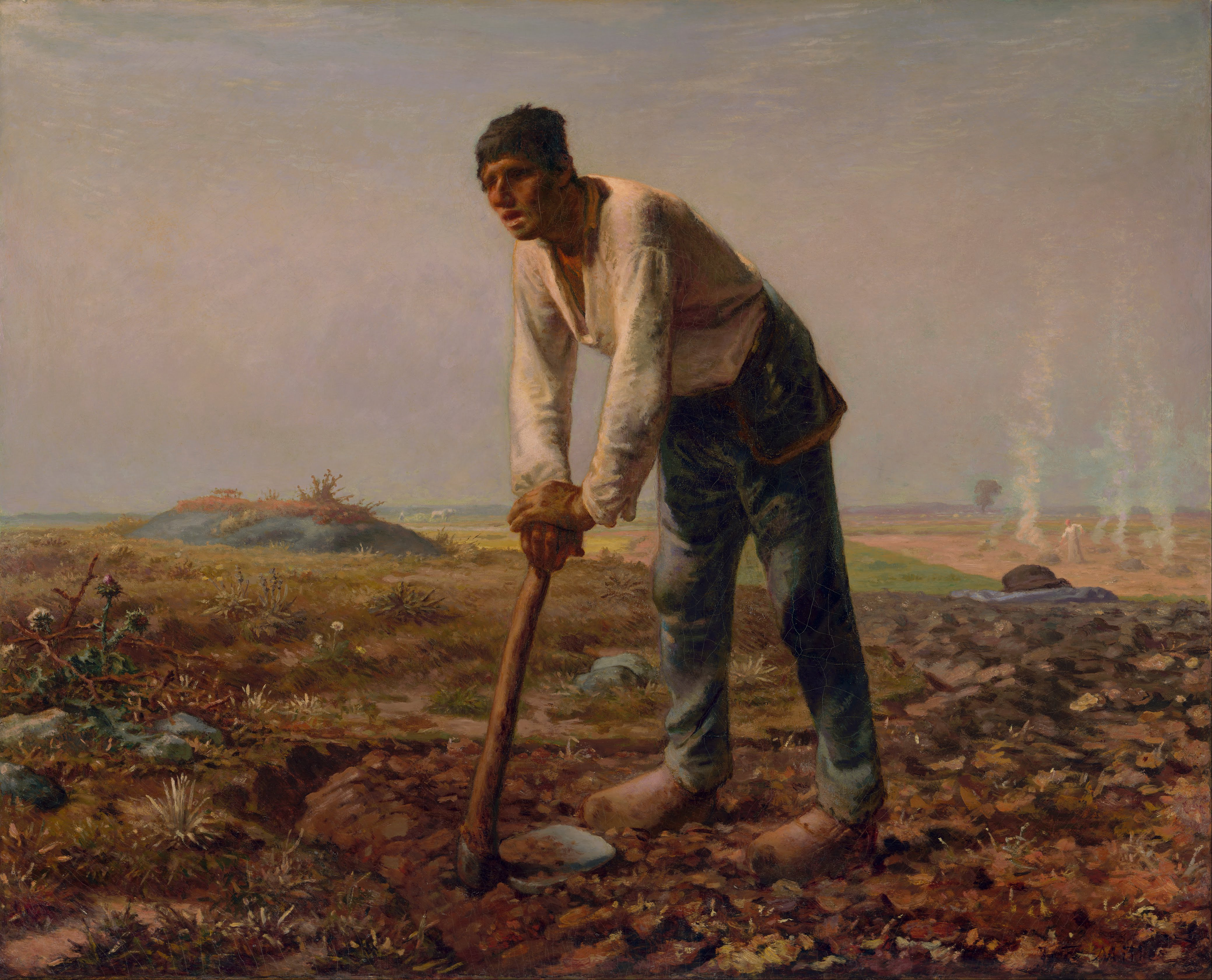
Человек с мотыгой. Картина Жана-Франсуа Милле (1860—1862)

Самое знаменитое стихотворение Эдвина Маркхэма The Man with the Hoe (Человек с мотыгой), подчёркивающее тяготы рабочих, впервые было представлено на публичном поэтическом чтении в 1898 году. Главным его вдохновением была одноименная французская картина L'homme à la houe Жана-Франсуа Милле. Стихотворение Маркхэма было опубликовано, и очень скоро оно стало довольно популярным. В Нью-Йорке Эдвин читал много лекций для рабочих групп. Это случалось так же часто, как и его поэтические чтения.
В 1922 году стихотворение Маркхэма Lincoln, the Man of the People (Линкольн, человек из народа) было отобрано из 250 вариантов для прочтения на открытии Мемориала Линкольну. Сам автор прочитал это стихотворение. Профессор Генри ван Дайк из Принстона писал об этом так: "Линкольн Эдвина Маркхэма — это величайшее стихотворение, когда-либо написанное о бессмертном мученике, и величайшее, которое когда-либо будет написано". Позднее в этом году, Ли де Форест снимал Маркхэма, читающим стихотворение в своём фонофильме.
По словам литературного биографа Уильяма Нэша, "в промежутках между публикациями Маркхэм читал лекции и писал в других жанрах, включая эссе и художественную прозу. Он также уделял большую часть своего времени таким организациям, как Общество поэзии Америки, которое он основал в 1910 году. В 1922 году, завершая посвящение Мемориалу Линкольну, Маркхэм прочитал переработанную версию своего стихотворения "Линкольн, человек из народа"". Маркхэм также написал ряд эпиграмм, из которых наиболее известной является Outwitted (Перехитривший).

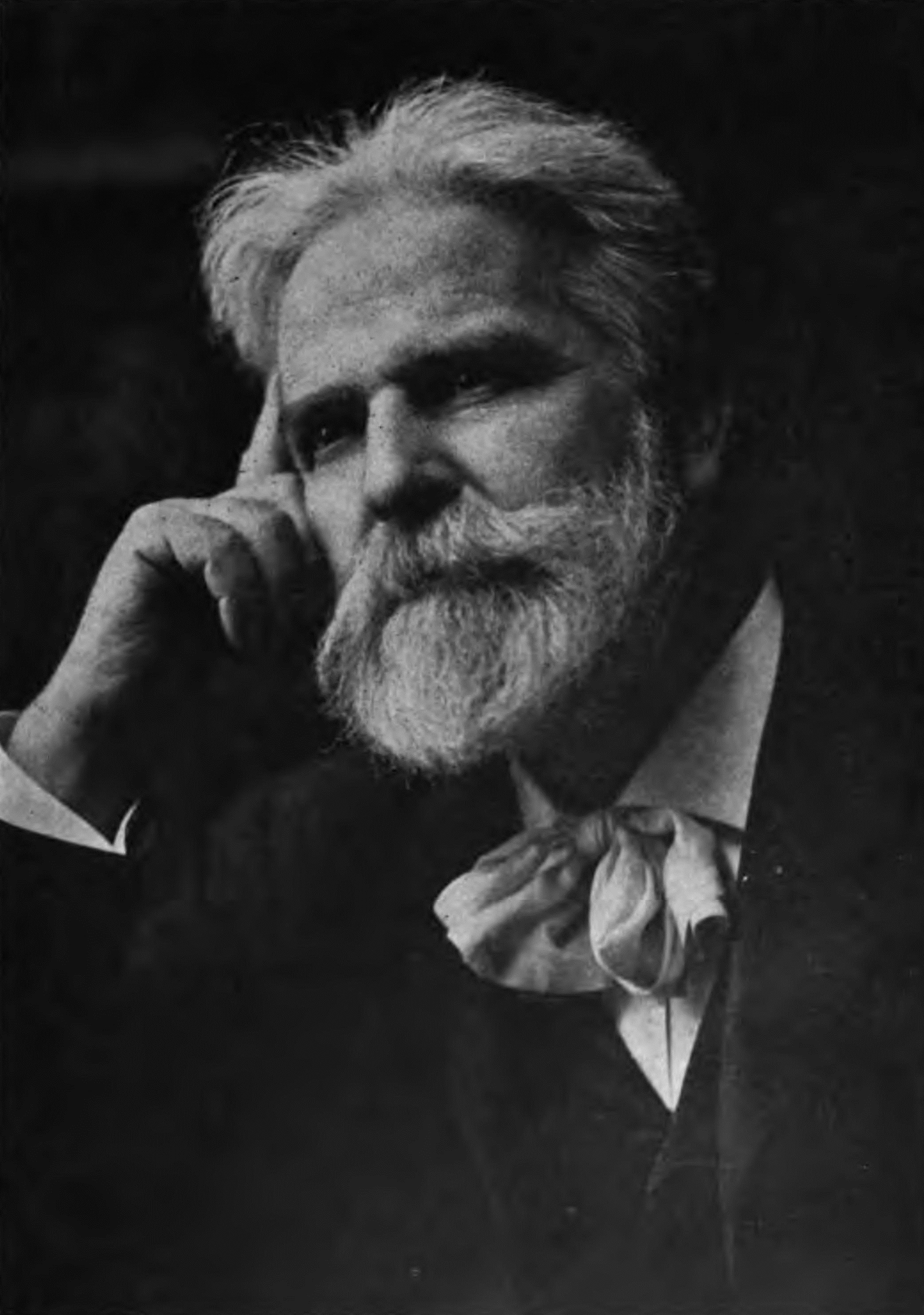
Эдвин Маркхэм в 1906 году

На протяжении всей последующей жизни Эдвина многие читатели рассматривали его как важный голос в американской поэзии, что было отмечено такими почестями, как его избрание в 1908 году в Американскую академию искусств и литературы. Однако, несмотря на многочисленные похвалы, ни одна из его поздних книг не имела такого успеха, как первые две.

## Наследие
Шесть школ в Калифорнии были названы в честь Эдвина Маркхэма. Три школы, названные начальной школой Эдвина Маркхэма, находятся в Окленде, Вакавиле и Хейварде, и ещё три: средняя школа Маркхэма в Лос-Анджелесском районе Уоттс, средняя школа Эдвина Маркхэма в Плэсервилле и средняя школа Эдвина Маркхэма в Сан-Хосе, последняя с тех пор переименована в среднюю школу Уиллоу Глен.
Школы в других штатах, названные в его честь, включают среднюю школу Эдвина Маркхэма 51 в Статен-Айленде, начальную школу Эдвина Маркхэма к северу от Паско, начальную школу Эдвина Маркхэма в Маунте Лебаноне и начальная школа Маркхэм в Портленде.
Корабль типа либерти Edwin Markham был спущен на воду 5 мая 1942 года.
Улица в Кастро-Вэлли носит его имя (Эдвин Маркхэм драйв).

### Сборники стихов
- The Man With the Hoe and Other Poems (1899)
- Lincoln and Other Poems (1901)
- The Shoes of Happiness and Other Poems (1913)
- Gates of Paradise (1920)
- Eighty Poems at Eighty (1932)
- The Ballad of the Gallows Bird (1960)

### Проза
- Children in Bondage (1914)
- California the Wonderful (1914)